# Komet Schwassmann-Wachmann 1
Komet Schwassmann-Wachmann 1 (uradna oznaka je 29P/Schwassmann-Wachmann ) je periodični komet z obhodno dobo okoli 14,7 let. Pripada Jupitrovi družini kometov.

## Odkritje
Komet sta odkrila 15. novembra 1925 nemška astronoma Friedrich Karl Arnold Schwassmann  (1870 – 1964) in Arthur Arno Wachmann (1902 – 1990) na Observatoriju Hamburg v mestu Bergedorf, Nemčija.
Komet sta odkrila s pomočjo fotografije po izbruhu, ko je imel magnitudo 13.
Na starih posnetkih iz leta 1931 so ugotovili, da je takrat komet imel magnitudo 12.
Komet je po svoje nenavaden. Njegova svetlost niha okoli magnitude 16. Večkrat se pojavijo izbruhi, kar povzroči, da komet postane svetlejši od 1 do 4 magnitude .
To se zgodi približno 7,3-krat na leto, potem mu pa svetlost pada en teden ali dva. Tako se spreminja magnituda od vrednosti 19 do 9, kar pomeni, da se svetlost poveča tudi desettisočkrat. To nastaja zaradi procesov na površini kometa.
Predvidevajo, da je komet v resnici eden izmed kentavrov. To so majhna ledena telesa s tirnicami med Jupitrom in Neptunom. Astronomi trdijo, da so to ubežna telesa iz Kuiperjevega pasu. Močan težnostni vpliv Jupitra povzroči, da telo odleti iz pasu ali v prileti v pas.